# Mauricio García
Mauricio García Buenos Aires, Argentina;  17 de mayo de 1983 (edad 41 años), es un actor conocido por Chiquititas (1996), Dibu: la película (1997) y Cómplices (1998).

## Biografía
Nacido en la ciudad de Buenos Aires e hijo de padres actores, comienza su carrera interpretativa a los 8 años de edad participando en tanto en publicidades como interpretando diversos papeles en cine y televisión, con importantes trabajos en cine como Dibu: la película, Cómplices. 
En TV con la serie Chiquititas y su primera temporada en el teatro Gran Rex. También como reportero “Cyberkids” (Discovery Kids), y la participación en telenovela colombiana Padres e hijos de Caracol, entre otras participaciones.
En la serie El refugio además de actuar comienza a desarrollarse como músico y cantautor.

## Música
Desde su niñez fue inspirado por cantantes y artistas como Luis Miguel, Michael Jackson y Eric Clapton, entre otros.
Tras cursar estudios musicales y haber participado en diversos proyectos musicales comienza a desarrollar su proyecto solista y brinda numerosos conciertos y eventos en la ciudad de Buenos Aires y algunos lugares de Argentina, también en Brasil, México y España. Abriendo en festivales como el Vitae Fest en Tecnópolis, y tributo homenaje a Soda Stereo organizado por la municipalidad de Vicente López entre otros trabajos. 
A partir de ese momento viajar con la música se convierte en la forma de crecer y expandirse, además de transformar la inspiración en nuevas canciones. 
A lo largo de este camino lleva editados dos álbumes, Ahora Voy (2015) y Vuelvo A Empezar (2019), ambos grabados en Romaphonic Studios.
Suave estilo Pop e influencias de artistas como John Mayer, Ed Sheeran, Jason Mraz, y fusiona su estilo con el Rock, el Funk y el Reggae.
La fuerza que lo acompaña siempre tiene que ver con el amor, la alegría y la superación personal en varios aspectos de la vida.

## Filmografía

### Actor
| Año         | Programa          | Rol                    |
| ----------- | ----------------- | ---------------------- |
| 1996        | Chiquititas       | Santiago               |
| 1997        | Dibu: la película | Fernando               |
| 1998        | Muñeca brava      |                        |
| 1998        | Cómplices         | Julio (Chico)          |
| 1999 - 2000 | Cyberkids         | Reportero de Argentina |
| 2003        | Padres e hijos    | Tomás Durán            |